# Transamidación
La transamidación es una reacción química en la que una amida reacciona con una amina para generar una nueva amida.
RC(O)NR'2  +  HNR"2  →   RC(O)NR"2  +  HNR'2
La reacción suele ser muy lenta, pero puede acelerarse con ácido de Lewis y catalizadores organometálicos. Las amidas primarias son más propensas a esta reacción.

## Ureas
En contraste con la reluctancia de las amidas como substrato, la urea es más susceptible a su proceso de intercambio. La transamidación se practica algunas veces incluso a escala industrial, para preparar una variedad de ureas N-substituidas:
(H2N)2CO  +  R2NH   →    (R2N)(H2N)CO  +  NH3
(R2N)(H2N)CO  +  R2NH   →    (R2N)2CO  +  NH3
Metilurea, precursora de la teobromina, se produce a partir de metilamina y urea. La fenilurea se produce de forma similar, pero desde cloruro de anilinio:
(H2N)2CO  +  [C6H5NH3]Cl   →    (C6H5(H)N)(H2N)CO  +  NH4Cl
Los derivados hidrazina de la urea, se producen a menudo mediante reacciones similares a la transamidación.  Estos productos incluyen carbohidrazida, semicarbazida y biurea.